# Эмброуз, Лорен
Ло́рен Эмбро́уз (англ. Lauren Ambrose), имя при рождении — Ло́рен Энн Д’Амбруо́зо (англ. Lauren Anne D’Ambruoso; род. 20 февраля 1978[…], Нью-Хейвен) — американская актриса

, певица и кинопродюсер. Лауреат двух премий Гильдии киноактёров США (2003, 2004) и номинантка на две премии «Эмми» (2002, 2003) за роль Клэр Фишер в драматическом сериале HBO «Клиент всегда мёртв» (2001—2005), номинантка на премии «Тони» (2018) и «Грэмми» (2019) за роль Элизы Дулитл в мюзикле «Моя прекрасная леди» (2018).

## Ранние годы
Лорен Энн Д’Амбруозо родилась 20 февраля 1978 года в Нью-Хейвене, штат Коннектикут, США. Её отец, Фрэнсис Энтони Д’Амбруозо (1947—2018), был поставщиком провизии, а мать, Энн Вахтель, — дизайнер интерьеров. У неё есть младший брат — Джон Д’Амбруозо. По отцовской линии имеет итальянские корни, по материнской — немецкие, английские и ирландские. Эмброуз посещала Чоат Розмари Холл, среднюю школу Уилбура Кросса, Среднюю школу в обществе и Образовательный центр искусств ACES в рамках класса 1996 года. Она является профессиональной оперной певицей, изучала вокал и оперу в Тэнглвудском институте Бостонского университета летом 1994 и 1995 годов.

## Карьера
Эмброуз начала карьеру в нью-йоркском театре, играя во внебродвейской пьесе «Душевный крик избранного сына» в театре «Vineyard» с августа по сентябрь 1990 года. В 1992 году она дебютировала на телевидении с ролью Джессики в эпизоде «Skin Deep» криминальной драмы NBC «Закон и порядок». Позже она вновь появилась в сериале с ролями Морин МакКиннон и Валери Максвелл в эпизодах «Pride and Joy» (1993) и «Damaged» (1998), соответственно. Её первой ролью в кино стала Вики Рэйбёрн в комедии «Вход и выход» (1997).
С 2001 по 2005 год Эмброуз играла Клэр Фишер в драматическом сериале HBO «Клиент всегда мёртв». За эту роль она была номинирована на две премии «Эмми» (2002, 2003) за лучшую женскую роль второго плана в драматическом сериале, а также получила две премии Гильдии киноактёров США (2003, 2004) за лучший актёрский состав в драматическом сериале.
Эмброуз является солисткой джаз-бэнда в стиле рэгтайм-диксиленд «Lauren Ambrose and the Leisure Class», основанного в 2009 году. Группа несколько раз выступала в «Joe's Pub» и на благотворительных мероприятиях.
В 2011 году Эмброуз спродюсировала драматический фильм «О Санни», в котором также сыграла главную роль Анджелы. За эту работу она была номинирована на премию «Независимый дух» за лучшую женскую роль.
С марта по октябрь 2018 года Эмброуз играла Элизу Дулитл в бродвейском возрождении мюзикла «Моя прекрасная леди» в театре Вивиан Бомонт. За эту работу она была номинирована на премии «Тони» (2018) и «Грэмми» (2019) за лучшую женскую роль в мюзикле и лучший музыкальный театральный альбом, соответственно.
Эмброуз также озвучивает различные фильмы, мультфильмы, видеоигры и аудиокниги.

## Личная жизнь
С сентября 2001 года Эмброуз замужем за фотографом и кинематографистом Сэмом Хэнделом. У супругов есть двое детей — сын Орсон Халсион Хэндел (род. 16 января 2007) и дочь Киарина Уайлд Хэндел (род. пр. в августе 2012).

## Фильмография
| Год       |     | Русское название                    | Оригинальное название                | Роль                                         |
| --------- | --- | ----------------------------------- | ------------------------------------ | -------------------------------------------- |
| 1992—1998 | с   | Закон и порядок                     | Law & Order                          | Джессика / Морин Маккиннон / Валери Максвелл |
| 1995      | с   | Штат                                | The State                            | член аудитории                               |
| 1997      | ф   | Вход и выход                        | In & Out                             | Вики Рэйбёрн                                 |
| 1998      | ф   | Не могу дождаться                   | Can't Hardly Wait                    | Дениз Флеминг                                |
| 1998      | кор | Лето зовёт меня                     | Summertime's Calling Me              | Тэми                                         |
| 1999      | с   | Нас пятеро                          | Party of Five                        | Майра Ринглер                                |
| 1999      | с   | Спасите Грейс                       | Saving Graces                        | Грейс Уитмор                                 |
| 2000      | ф   | Пляжный психоз                      | Psycho Beach Party                   | Флоренс «Чиклет» Форрест / Энн Боуман        |
| 2000      | ф   | Плавание                            | Swimming                             | Фрэнки Уилер                                 |
| 2001—2005 | с   | Клиент всегда мёртв                 | Six Feet Under                       | Клэр Фишер                                   |
| 2004      | ф   | Поступление                         | Admissions                           | Иви Брайтон                                  |
| 2006      | ф   | Диггеры                             | Diggers                              | Зои                                          |
| 2007      | ф   | Начиная вечером                     | Starting Out in the Evening          | Хизер Вульф                                  |
| 2007      | ки  | The Darkness                        | The Darkness                         | Дженни Романо                                |
| 2008      | с   | Возвращение Джезебел Джеймс         | The Return of Jezebel James          | Коко Томпкинс                                |
| 2009      | ф   | Замёрзшие души                      | Cold Souls                           | Стефани                                      |
| 2009      | тф  | Любящая Лея                         | Loving Leah                          | Лея Ливер                                    |
| 2009      | ф   | Год собаки                          | A Dog Year                           | Эмма                                         |
| 2009      | ф   | Любовь и прочие обстоятельства      | The Other Woman                      | Минди                                        |
| 2009      | ф   | Там, где живут чудовища             | Where the Wild Things Are            | КВ                                           |
| 2011      | ф   | О Санни                             | About Sunny                          | Анджела                                      |
| 2011      | с   | Торчвуд                             | Torchwood                            | Джилли Китцингер                             |
| 2011      | тф  | Выходные в Бельвью                  | Weekends at Bellevue                 | Элли Харлоу                                  |
| 2011      | кор | Я приду                             | I'm Coming Over                      | Грета                                        |
| 2012      | ф   | Лунатики                            | Sleepwalk with Me                    | Эбби                                         |
| 2012      | ф   | Жажда странствий                    | Wanderlust                           | Алмонд Коэн                                  |
| 2012      | ф   | Выдоры-выборы                       | Grassroots                           | Эмили Боуэн                                  |
| 2012      | с   | Кома                                | Coma                                 | Сьюзан Уилер                                 |
| 2013      | мс  | Робоцып                             | Robot Chicken                        | Анита Рэдклифф / Наташа Фэтал                |
| 2013      | кор | Река                                | The River                            | Мария                                        |
| 2013      | с   | Закон и порядок: Специальный корпус | Law & Order: Special Victims Unit    | Ванесса Мейер                                |
| 2014      | тф  | Бухта спасения                      | Deliverance Creek                    | Белль Гэтлин Барлоу                          |
| 2015      | с   | Раскопки                            | Dig                                  | Дебби Морган                                 |
| 2015      | тф  | Женский отряд                       | Broad Squad                          | Айлин                                        |
| 2016      | тф  | Исключительные                      | The Interestings                     | Джулс Якобсон                                |
| 2016—2018 | с   | Секретные материалы                 | The X-Files                          | специальный агент Лиз Эйнштейн               |
| 2017      | тф  | Монстры Бога                        | Monsters of God                      | Синтия Ланкастер                             |
| 2018      | ф   | Джозеф Пулитцер: Голос народа       | Joseph Pulitzer: Voice of the People | Кейт Дэвис                                   |
| 2019—2023 | с   | Дом с прислугой                     | Servant                              | Дороти Тёрнер                                |
| 2023—2025 | с   | Шершни                              | Yellowjackets                        | Ванесса «Ван» Палмер                         |
| 2024      | ф   | Озеро Каддо                         | Caddo Lake                           | Селеста                                      |
|           | с   | Сегодня в полдень                   | Tonight at Noon                      | Мэй                                          |

### Продюсер
| Год  | Название | Оригинальное название |
| ---- | -------- | --------------------- |
| 2011 | О Санни  | About Sunny           |
| 2011 | Я приду  | I'm Coming Over       |
| 2013 | Река     | The River             |

## Театр
| Год  | Название                      | Оригинальное название          | Роль                | Место проведения               |
| ---- | ----------------------------- | ------------------------------ | ------------------- | ------------------------------ |
| 1990 | Душевный крик избранного сына | Soulful Scream of a Chosen Son |                     | Vineyard                       |
| 2004 | Похороненное дитя             | Buried Child                   | Шелли               | Королевский национальный театр |
| 2006 | Проснись и пой!               | Awake and Sing!                | Хенни Бергер        | Беласко                        |
| 2007 | Ромео и Джульетта             | Romeo and Juliet               | Джульетта Капулетти | Театр «Делакорт»               |
| 2008 | Гамлет                        | Hamlet                         | Офелия              | Театр «Делакорт»               |
| 2009 | Выйти из Короля               | Exit the King                  | Королева Мария      | Театр Этель Бэрримор           |
| 2018 | Моя прекрасная леди           | My Fair Lady                   | Элиза Дулитл        | Театр Вивиан Бомонт            |

## Награды и номинации
| Год  | Премия                                                | Категория                                                                                    | Работа                  | Результат |
| ---- | ----------------------------------------------------- | -------------------------------------------------------------------------------------------- | ----------------------- | --------- |
| 2000 | Аутфест                                               | Лучшая женская роль                                                                          | Пляжный психоз Плавание | Победа    |
| 2002 | Эмми                                                  | Лучшая женская роль второго плана в драматическом телесериале                                | Клиент всегда мёртв     | Номинация |
| 2002 | Премия Гильдии киноактёров США                        | Лучший актёрский состав в драматическом сериале                                              | Клиент всегда мёртв     | Номинация |
| 2002 | Teen Choice Awards                                    | Лучшая женская роль в драматическом сериале                                                  | Клиент всегда мёртв     | Номинация |
| 2002 | Ассоциация онлайн-кино и телевидения                  | Лучшая женская роль в новом драматическом сериале                                            | Клиент всегда мёртв     | Номинация |
| 2002 | Ассоциация онлайн-кино и телевидения                  | Лучшая женская роль второго плана в драматическом сериале                                    | Клиент всегда мёртв     | Номинация |
| 2003 | Премия Гильдии киноактёров США                        | Лучший актёрский состав в драматическом сериале                                              | Клиент всегда мёртв     | Победа    |
| 2003 | Эмми                                                  | Лучшая женская роль второго плана в драматическом телесериале                                | Клиент всегда мёртв     | Номинация |
| 2003 | Ассоциация онлайн-кино и телевидения                  | Лучшая женская роль второго плана в драматическом сериале                                    | Клиент всегда мёртв     | Победа    |
| 2004 | Премия Гильдии киноактёров США                        | Лучший актёрский состав в драматическом сериале                                              | Клиент всегда мёртв     | Победа    |
| 2005 | Премия Гильдии киноактёров США                        | Лучший актёрский состав в драматическом сериале                                              | Клиент всегда мёртв     | Номинация |
| 2005 | Ассоциация онлайн-кино и телевидения                  | Лучшая женская роль второго плана в драматическом сериале                                    | Клиент всегда мёртв     | Номинация |
| 2005 | Золотые дерби                                         | Лучшая женская роль второго плана в драматическом сериале                                    | Клиент всегда мёртв     | Номинация |
| 2006 | Премия Гильдии киноактёров США                        | Лучший актёрский состав в драматическом сериале                                              | Клиент всегда мёртв     | Номинация |
| 2006 | Золотые дерби                                         | Лучшая женская роль второго плана в драматическом сериале                                    | Клиент всегда мёртв     | Номинация |
| 2008 | ТВ-Лэнд                                               | Братья и сёстры, которые сделают вас благодарными за свою сумасшедшую семью                  | Клиент всегда мёртв     | Номинация |
| 2009 | Спутник                                               | Лучшая женская роль — мини-сериал или телефильм                                              | Любящая Лея             | Номинация |
| 2010 | Золотые дерби                                         | Лучшая женская роль второго плана в драматическом сериале десятилетия                        | Клиент всегда мёртв     | Победа    |
| 2012 | Независимый дух                                       | Лучшая женская роль                                                                          | О Санни                 | Номинация |
| 2012 | Сатурн                                                | Лучшая телеактриса второго плана                                                             | Торчвуд                 | Номинация |
| 2013 | Премия Женской имиджевой сети                         | Лучшая женская роль в телефильме или мини-сериале                                            | Кома                    | Номинация |
| 2018 | Тони                                                  | Лучшая женская роль в мюзикле                                                                | Моя прекрасная леди     | Номинация |
| 2018 | Премия Лиги Драмы                                     | Лучшая роль                                                                                  | Моя прекрасная леди     | Номинация |
| 2018 | Премия Внешнего общества критиков                     | Лучшая женская роль в мюзикле                                                                | Моя прекрасная леди     | Победа    |
| 2019 | Грэмми                                                | Лучший музыкальный театральный альбом                                                        | Моя прекрасная леди     | Номинация |
| 2021 | SEC                                                   | Лучшая женская роль в сериале-триллере                                                       | Дом с прислугой         | Номинация |
| 2022 | Супернаграда «Выбор критиков»                         | Лучшая женская роль в сериале ужасов                                                         | Дом с прислугой         | Номинация |
| 2022 | Серебряное перо                                       | Лучшая роль в недооценённом драматическом сериале                                            | Дом с прислугой         | Номинация |
| 2022 | ТВ-учёный                                             | Лучшая женская роль в драматическом сериале                                                  | Дом с прислугой         | Номинация |
| 2023 | Телевизионная премия Ассоциации голливудских критиков | Лучшая женская роль второго плана в телерадиовещательном или кабельном драматическом сериале | Шершни                  | Номинация |
| 2024 | Телевизионная премия «Астра»                          | Лучшая женская роль второго плана в телерадиовещательном или кабельном драматическом сериале | Шершни                  | Номинация |